# Gia tộc Beauharnais
Nhà Beauharnais còn được gọi là Nhà Leuchtenberg (phát âm là [bo.aʁ.nɛ]) là một gia đình quý tộc ở Pháp, Đức và Nga. Người đứng đầu hiện tại là Công tước xứ Leuchtenberg, hậu duệ nam của Phó vương Ý Eugène de Beauharnais và Auguste của Bayern.
Gia tộc Beauharnais gốc Pháp đến từ vùng Bretagne, được thành lập vào thế kỷ XIV ở Orléans, và gia tộc được nâng lên hàng quý tộc từ thời của Jehan Beauharnais, sau khi ông hỗ trợ Jeanne d'Arc trong Chiến tranh Trăm Năm. Từ thế kỷ XVII, các thành viên của gia tộc Beauharnais chuyển sang sự nghiệp hải quân và quản lý thuộc địa của Pháp ở châu Mỹ. Trong đó François de Beauharnais (1665–1746) được bổ nhiệm làm người đứng đầu thuộc địa Tân Pháp (tức là Canada), và ông được cấp quyền lãnh chúa ở nơi đây vào năm 1707. Cháu trai của ông, Francis V de Beauharnais trở thành Thống đốc của thuộc địa Martinique.
Người nhà Beauharnais chỉ thực sự được nâng lên hàng đại quý tộc Pháp, sánh ngang với các hoàng tộc bởi các hậu duệ của Tử tước Alexandre de Beauharnais và vợ Joséphine de Beauharnais. Trước khi bị xử chém bởi Triều đại Khủng bố, tử tước Alexandre de Beauharnais đã có 2 người con với Joséphine de Beauharnais, người mà sau này tái hôn với tướng Napoleon Bonaparte. Đệ Nhất Đế chế Pháp được thành lập, Joséphine đã trở thành hoàng hậu đầu tiên của đế chế này, các con riêng của bà với tử tước Beauharnais được Hoàng đế Napoleon yêu thương và trao nhiều đặc ân của Hoàng tộc Pháp dù không mang họ Bonaparte.
Người con trai cả Eugène de Beauharnais được hoàng đế nhận làm con nuôi, trao quyền Phó vương Ý và luôn là một tướng quân tiên phong trong các cuộc hành quân lớn của hoàng đế. Sau đó được kết hôn với Auguste của Bayern, con gái lớn của Vua Maximilian I Joseph thuộc Vương tộc Wittelsbach. Sau khi đế chế của Napoleon sụp đổ, Eugène de Beauharnais đã rời Ý để đến Vương quốc Bayern và được cha vợ phong Công tước xứ Leuchtenberg, đây là dấu mốc gia tộc Beauharnais định cư và phát triển trên đất Đức.
Người con gái út của từ tước Beauharnais là Hortense de Beauharnais được gả cho em trai của Hoàng đế Napoleon, Louis Napoléon Bonaparte, sau trở thành vua và vương hậu của Vương quốc Holland. Hoàng đế Napoleon III, người sau này phục hưng Vương tộc Bonaparte và lập ra Đệ Nhị Đế chế Pháp chính là con trai của họ.
Hậu duệ của Eugène de Beauharnais và Auguste của Bayern đã được gả vào các hoàng tộc hiển hách của châu Âu thời bấy giờ. Người con gái cả Joséphine xứ Leuchtenberg được gả vào Vương tộc Bernadotte và trở thành Vương hậu của Thuỵ Điển và Na Uy, hậu duệ của họ hiện nay là các thành viên của Hoàng gia Đan Mạch, Hoàng gia Luxembourg, và vẫn giữ ngai vàng Thụy Điển cho đến tận ngày nay. Người con trai lớn Auguste, Công tước xứ Leuchtenberg trở thành chồng của Nữ vương Maria II thuộc Vương tộc Braganza. Người con gái thứ 3 là Amélie xứ Leuchtenberg trở thành vợ thứ 2 của Hoàng đế Pedro I, và giữ ngai Hoàng hậu của Đế quốc Brasil, bà nỗi tiếng là người phụ nữ đức hạnh và nhân hậu. Maximilian de Beauharnais là người con trai út, trở thành rể của Vương tộc Romanov khi kết hôn với Công chúa Maria Nikolaievna, con gái của Hoàng đế Aleksandr II của Đế quốc Nga. Hậu duệ của gia tộc Beauharnais xuất hiện trên đất Nga là bắt đầu từ cặp đôi này.
Dù gia tộc Beauharnais chưa từng nắm giữ vương quyền, nhưng họ đã kết thông gia với các vương tộc lớn khắp châu Âu, và hậu duệ của họ đã đóng góp vào quá trình phát triển lịch sử của châu Âu thời hiện đại.

## Lịch sử
Có nguồn gốc từ Công quốc Bretagne, gia tộc Beauharnais (hay Beauharnois) đã định cư tại Orléans vào cuối thế kỷ XIV. Trong cuộc vây hãm Orléans năm 1429, một người con trai của Guillaume là Jehan Beauharnais, đã đóng vai trò bảo vệ thành phố và do đó đã làm chứng tại phiên tòa xét xử phục hồi danh dự cho Jeanne d'Arc.
Sau đó, người nhà Beauharnais đã trở thành quân nhân và quan toà ở vương quốc Pháp, và hình thành liên minh trong nhiều nhóm khác nhau, bao gồm cả Đại học Luật Orléans. Vào thế kỷ XVI, dòng họ Beauharnais có nhiều người trở thành quan tòa, thương gia và giáo sĩ ở Orléans. Từ cuối thế kỷ XVI đến cuối thế kỷ XVII, chức vụ chủ tịch và lieutenant général trong khu vực và ghế thẩm phán của Orléans được truyền lại theo truyền thống trong gia đình Beauharnais. Người có uy tín nhất trong số những quan tòa này là François III de Beauharnais, lãnh chúa xứ Grillère (ở Vouzon, Loir-et-Cher), sinh ra ở Orléans năm 1600 và mất tại thị trấn này năm 1681.
Vào cuối thế kỷ XVII, chức vụ lieutenant général của khu vực Orléans đã được chuyển giao cho một nhánh đồng minh của gia tộc, đó là dòng họ Curault. Những người Beauharnais lỗi lạc nhất sau đó chuyển sang hải quân hoàng gia và quản lý các thuộc địa của Pháp ở châu Mỹ. François de Beauharnais (1665-1746) trở thành thống đốc của Tân Pháp (tức là Canada), nơi ông được trao quyền lãnh chúa vào năm 1707. Cháu trai của ông, cũng tên là François, được bổ nhiệm làm chỉ huy phi đội (chuẩn đô đốc) của quân đội hoàng gia, sau đó là thống đốc Martinique.
Gia tộc Beauharnais ở Orléans cũng là những chủ đất lớn sở hữu nhiều lãnh địa trong khu vực. Vào thế kỷ XV, họ là lãnh chúa xứ Chaussée, một thái ấp nằm ở vùng ngoại ô Saint-Jean hiện tại thuộc Orléans. Họ cũng quan tâm đến Sologne vì vào đầu thế kỷ XVI, Guillaume de Beauharnais sở hữu vùng đất Villechauve, ở Sennely (Loiret). Gia tộc Beauharnais cũng là lãnh chúa của vùng đất lân cận La Grillère, ở Vouzon, nơi họ nắm giữ cho đến đầu thế kỷ XVIII (khi nó được chuyển giao cho gia tộc Choiseul-Gouffier thông qua cuộc hôn nhân của một cô con gái thuộc gia tộc Beauharnais).
Vào ngày 20 tháng 4 năm 1752, François de Beauharnais (1714-1800), thống đốc Martinique, ông cố ngoại của Napoleon III tương lai, đã mua lại quyền lãnh chúa La Ferté-Avrain ở Sologne. Ông đã được cấp giấy phép xây dựng nơi này thành một lãnh địa hầu tước vào tháng 7 năm 1764 dưới tên gọi La Ferté-Beauharnais, tên mà nó vẫn mang cho đến ngày nay (một xã thuộc tỉnh Loir-et-Cher).